# Habitatge al carrer de Santa Anna, 29 (Tortosa)
L'Habitatge al carrer de Santa Anna, 29 és una obra amb elements modernistes i noucentistes de Tortosa inclosa a l'Inventari del Patrimoni Arquitectònic de Catalunya.

## Descripció
Vivenda entre mitgeres d'un 5m d'amplada de façana, com la majoria del carrer. Consta de planta, un pis i golfes, amb terrat a sobre. A la planta hi ha dues portes allindades grans, una d'accés a l'habitatge i l'altra per una botiga. En el pis, s'inscriuen dos balcons de ferro amb manises decorades amb motius geomètrics a la base. A les golfes, dues finestres grans i una petita corresponent possiblement a un palomar. El parament de la planta és de pedra carreuada, encara que els blocs són molt desiguals. El pany de paret del pis està arrebossat simulant carreus de pedra encaixonats, amb treball d'esgrafiat a la franja que separa la planta del pis i sota la cornisa. El dibuix de l'esgrafiat és de formes vegetals entrellaçades, amb predomini de la corba.